# Mouvement pour les droits de l’homme et la démocratie
Le Mouvement pour les droits de l’homme et la démocratie (en anglais Human Rights and Democracy Movement, HRDM) est un ancien parti politique tongien.
Le mouvement est créé en 1994 par Akilisi Pohiva, son leader historique.

## Historique
Son précurseur, le Parti populaire, est établi en 1994 sous la direction d'ʻAkilisi Pohiva, la principale figure du mouvement pour le développement de la démocratie dans ce qui est alors un État proprement monarchique. C'est la première fois qu'un parti politique est établi dans le royaume. Aux élections législatives de 1996, le Parti populaire remporte deux des neuf sièges alloués aux représentants élus du peuple à l'Assemblée législative, dominée par la noblesse tongienne héréditaire et par les membres nommés par le roi. En 1999, le parti devient le Mouvement pour les droits de l’homme et la démocratie. Aux élections cette année-là, il remporte pour la première fois une majorité des sièges réservés aux élus du peuple : cinq sur neuf.
Des résultats similaires s'enchaînent. À la suite des élections législatives du 17 mars 2005, le parti détient sept des neuf sièges réservés aux représentants du peuple. Le HRDM est donc à ce moment le principal parti politique des Tonga, mais n'est toujours pas au gouvernement car les députés élus par les citoyens ne forment qu'une minorité à l'Assemblée législative (neuf sièges sur trente).
Le parti dit s'appuyer sur la Déclaration universelle des droits de l'homme, couplée aux « principes chrétiens » (Christian principles). Son objectif principal est l'établissement d'un gouvernement démocratique aux Tonga. Le parti promeut également une meilleure répartition des richesses, un meilleur accès à l'éducation pour tous, l'égalité des sexes et la lutte contre toute forme de discrimination.
En février 2006, en réponse aux pressions croissantes et à des manifestations pour la démocratie, le roi Taufaʻahau Tupou IV nomme Feleti Sevele, membre du parti, au poste de Premier ministre. Sevele est perçu comme bien plus modéré que Pohiva ; les deux hommes, anciennement amis, se brouillent d'ailleurs rapidement. Le gouvernement Sevele enclenche des réformes, mais celles-ci sont perçues comme trop restreintes et trop lentes par le mouvement. Des émeutes éclatent en novembre, attribuées aux partisans d'une démocratisation plus rapide,,.
Aux élections de 2008, le parti n'obtient que quatre sièges. Après cette date, le nouveau roi, George Tupou V, impulse une réelle transition démocratique : le parlement serait désormais majoritairement élu, et choisirait le Premier ministre, auquel le roi cède l'essentiel du pouvoir exécutif. Pour les élections anticipées de novembre 2010, concrétisation des réformes démocratiques, le parti, sous la direction de son meneur historique ʻAkilisi Pohiva, se mue en un Parti démocrate des îles des Amis.